# 尖吻平头鱼
尖吻平头鱼（学名：Alepocephalus triangnlaris）为黑头鱼科黑头鱼属的鱼类。在中国，分布于东海冲绳海槽等。该物种的模式产地在冲绳海槽。